# Hertugdømmet Lucca
Hertugdømmet Lucca (Ducato di Lucca) var et lille hertugdømme i det nordlige Italien, som eksisterede fra 1815 til 1847. Det blev oprettet efter Wienerkongressen, som kompensation til Huset Bourbon-Parma for deres tab af Hertugdømmet Parma, som var blevet givet til Maria Louise af Østrig.
Efter at Karl 1. havde overtaget Lucca fra sin mor, Maria Luisa af Spanien, i 1824, arvede han også Parma i 1847 og overgav derefter Lucca til Storhertugdømmet Toscana, under hvilket det blev annekteret.
43°51′00″N 10°31′00″Ø / 43.85°N 10.516667°Ø